# Михаил Душев
Михаил Душев е бивш български футболист, нападател. Играл е за Спартак (Пловдив) (1954 – 1967) и Марица (1967 – 1969). Има 298 мача и 84 гола в А група (275 мача и 80 гола за Спартак и 23 мача с 4 гола за Марица). С отбора на Спартак (Пд) е шампион на България през 1963, вицешампион през 1962 и носител на Купата на Съветската армия през 1958 г. Автор е на победния гол на финала срещу Миньор (Пк). Има 5 мача и 1 гол за А националния отбор (1957 – 1962). За Спартак (Пд) има 6 мача в евротурнирите (4 мача за КЕШ и 2 мача за купата на УЕФА). Бивш треньор на Марица.